# Dorottya Nagy
Dorottya Nagy, coniugata Petőné (Budapest, 15 aprile 1968), è un'ex cestista ungherese.

## Carriera
Con l'Ungheria ha disputato i Campionati del mondo del 1986 e sei edizioni dei Campionati europei (1985, 1987, 1989, 1993, 1995, 1997).